# Egle bicaudata
Egle bicaudata är en tvåvingeart som först beskrevs av Malloch 1920.  Egle bicaudata ingår i släktet Egle och familjen blomsterflugor. Arten har ej påträffats i Sverige. Inga underarter finns listade i Catalogue of Life.